# ثبج أوراسي
الثبج الأوراسي أو الثبج الأوروبي أو البومة المتوارية الأوراسية (الاسم العلمي:   Otus  scops) هو طائر ينتمي إلى فصيلة البوم الحقيقي (فصيلة: Strigidae).